# Amt Rehna
Het Amt Rehna is een samenwerkingsverband van 11 gemeenten in het  Landkreis Nordwestmecklenburg in de Duitse deelstaat Mecklenburg-Voor-Pommeren. Het Amt telt 9.539 inwoners. Het bestuurscentrum bevindt zich in  Rehna.

## Gemeenten
1. Carlow (1.220)
2. Dechow (181)
3. Groß Molzahn (397)
4. Holdorf (393)
5. Königsfeld (961)
6. Rehna, stad * (3.592)
7. Rieps (358)
8. Schlagsdorf (1.190)
9. Thandorf (183)
10. Utecht (738)
11. Wedendorfersee (638)